# Naples, Illinois
Naples är en ort i Scott County i delstaten Illinois, USA.